# Arbejdshandske
Arbejdshandsker er handsker der er designet til forskellige arbejdsopgaver. Det kan for eksempel være syrebestandige, skæresikre, slidstærke, isolerende eller skridsikre handsker, der hver især er beregnet til hver deres opgavetyper.

## Slidhandsker
De mest almindelige er kraftige handsker med skind på indersiden og stof på ydersiden. Disse bruges typisk til arbejde med jord, sten, beton, lettere metalarbejde og andet arbejde med ru eller snavsede overflader der kan udtørre huden eller rive den op. Denne type er også den klart mest benyttede til havearbejde og andre tungere opgaver i private hjem.

## Skærehandsker
På slagterier, i fiskeindustrien og tilsvarende steder bruges ofte en skærehandske der er lavet af eller forstærket med et finmasket metalnet. Dette sikrer at man ikke skærer sig i hånden under arbejdet, hvilket ellers er en dagligt set hændelse når man arbejder med kolde produkter og skarpe knive.

## Svejsehandsker
Ved arbejde med svejsning, skærebrænding, smedning og andet med varme emner anvendes ofte varmebestandige handsker der kan holde varmen ude. Tidligere anvendtes ofte asbest til isolering, og i dag kaldes handskerne stadigvæk asbesthandsker mange steder selvom isoleringen er af et andet materiale.

## Gummihandsker
Gummihandsker bruges til at beskytte hænderne mod skadelige væsker. Den kan groft opdeles i kategorier. Den tynde type bruges til lettere rengøring hvor de skal forhindre at rengøringsmidlerne beskadiger huden, og de benyttes i sundhedssektoren, hvor de skal forhindre overførsel af smitte eller snavs mellem patienter og plejere.
De tykkere handsker er beregnet til hårdere arbejde med våde, sure eller basiske produkter. De skal være stort set lige så slidstærke som slidhandskerne og samtidigt kunne holde fugt og kemikalier ude. Disse bruges eksempelvis af oliechauffører, kloakarbejdere og ved kemikalietransport. Tætningsmaterialet er ikke altid gummi, men mange kalder dem gummihandsker selvom de har syntetisk membran.

## Smudshandsker
De mest almindelige smudshandsker er hvide tynde bomuldshandsker med blå gummiknopper på indersiden. De beskytter hverken mod splinter eller skarpe kanter, og er som navnet siger primært beregnet til at holde snavs væk fra hænderne. Dog har handskerne med gummiknopper også en skridsikrende funktion, og naturligvis isolerer de lidt når det er koldt.

## Brandhandsker
En brandmand anvender under sin indsats en særlig handske, der er særdeles varmebestandigt og slidstærk. Handsken er en del af standardindsatsuniformen og anvendes således både under røgdykning og ved andet arbejde i øvrigt. Det er normalt kun under enten indsatser, der ikke kræver handsker eller under større kemikalieuheld den ikke anvendes. Den anvendes således også under lette kemikalieindsatser, der ikke kræver særligt bestandige indsatsdragter.